# William R. Kowalchuk junior
William R. Kowalchuk junior, Arbeiten auch unter den Namen W.R. Kowalchuk Jr. sowie Bill Kowalchuk, (* 12. April 1943 in Toronto in Kanada) ist ein kanadischer Produktionsleiter, Regisseur und Filmschaffender.

## Biografie
Bekanntheit erlangte Kowalchuk vor allem durch seine Mitwirkung als Produktionsmanager bei den Zeichentrickserien Jayce and the Wheeled Warriors und M.A.S.K., beide entstanden 1985. Weiter machte er sich einen Namen als Regisseur der Zeichentrickfilme Rudolph mit der roten Nase von 1998 sowie dem Nachfolgefilm Rudolph mit der roten Nase 2 von 2001.
Kowalchuk startete seine Karriere 1973 als Editor für den Film Goodbye, Neighbours and Wives. In dieser Funktion wirkte er 1977 auch an dem Fernsehfilm A Flintstone Christmas mit sowie im selben Jahr im Musik-Departement der Fernsehserie Scooby's All Star Laff-A-Lumpics. Ebenso war er in diesem Jahr an der Produktion von Tintorera – Meeresungeheuer greifen an im Sound Department im Bereich Toneffektschnitt tätig. Als Mitarbeiter in der Postproduktion wirkte er 1980 an dem japanischen Katastrophenfilm Overkill – Durch die Hölle zur Ewigkeit mit.
Nachdem er schon in der Vergangenheit an diversen Weihnachtsfilmen Anteil hatte, war er 2004 in verschiedenen Funktionen an dem Film Die Suche nach dem Weihnachtsmann beteiligt. Im Jahr 2008 übernahm er die Regie des Zeichentrickfilms Abenteuer in Jerusalem – Jesus und die Tiere, der auf dem Chicago International Children’s Film Festival vorgestellt wurde. In der IMDb werden knapp 70 Filme gelistet, an denen er mitwirkte.

## Auszeichnungen
- 2001: nominiert für den Video Premiere Award in den Kategorien:
  - „Beste Erstaufführung eines animierten Videofilms“ Rudolph the Red-Nosed Reindeer & the Island of Misfit Toys
  - „Beste Leistung bei einem animierten Charakter“ Rudolph the Red-Nosed-Reindeer & the Island of Misfit Toys,
zusammen mit Jamie Lee Curtis (als Königin Camilla)